# William Baldé
Mohamed Guy William Baldé (4 de abril de 1971),  conocido como William Baldé, es un cantante y compositor nacido en Guinea. En 2008 alcanzó la fama con su álbum En corps étranger y su sencillo "Rayon de soleil", número uno  en Francia y Bélgica.

## Biografía
William Baldé empezó su carrera con la banda de afro soul Yuba, en inglés. El grupo tuvo un contrato con la compañía de discos EMI y liberó en 1995 un primer álbum titulado Everybody Nyani. Bien recibido en el showbiz, Yuba fueron teloneros de Jamiroquai y Las Águilas, entre otros artistas.
La carrera solista de William Baldé empezó en 2007, cuándo  fue telonero en los conciertos de Christophe Maé, cantando delante de una audiencia grande (400,000). En junio de 2008,  liberó su primer álbum En corps étranger y el hit del verano "Rayon de soleil" gran éxito en Francia y Bélgica. Fue seguido del sencillo Sweet Lady.
Baldé está actualmente nominado para el 2009 NRJ Premios de Música en la categoría 'revelación del año'.

## Discografía

### Álbumes
| Year | Title             | Chart | Chart    | Chart | Certification (FR) |
| Year | Title             | FR    | BEL (WA) | SWI   | Certification (FR) |
| ---- | ----------------- | ----- | -------- | ----- | ------------------ |
| 2008 | En corps étranger | 3     | 31       | 84    | —                  |

### Sencillos
| Year | Title             | Chart | Chart   | Chart    | Chart | Certification (FR) |
| Year | Title             | FR    | FR (DD) | BEL (WA) | SWI   | Certification (FR) |
| ---- | ----------------- | ----- | ------- | -------- | ----- | ------------------ |
| 2008 | "Rayon de soleil" | 1     | 2       | 1        | 24    | —                  |
| 2008 | "Sweet Lady"      | TBA   | TBA     | TBA      | TBA   | TBA                |